# Teoria de l'ordre
La teoria de l'ordre és una branca de la matemàtica que estudia diverses classes de relació binària que capturen la noció intuïtiva de l'ordre matemàtic.
L'ordre apareix per tot arreu. El primer ordre que hom troba en el procés educatiu és l'ordre ≤ dels nombres naturals. Aquest concepte intuïtiu fàcilment s'amplia a altres conjunts de nombres, com són els enters i els nombres reals.
Els tipus d'ordre anteriors tenen una propietat especial: cada element es pot comparar amb qualsevol altre element, és a dir, és o major, menor o igual. En canvi els subconjunts presenten un ordre parcial, en comparació amb els ordres totals dels exemples anteriors.

## Conjunts parcialment ordenats
Un ordre és una relació binària especial. Per tant, considerem un conjunt P i una relació binària ≤ en P. Aleshores ≤ és un ordre parcial si és reflexiva, antisimètrica, i transitiva, és a dir, per a tot a, b i c en P, tenim que:
a ≤ a (reflexivitat)
si a ≤ b y b ≤ c aleshores a ≤ c (transitivitat)
si a ≤ b y b ≤ a aleshores a = b, (antisimetria).

## Funcions entre ordres
La condició més fonamental que es presenta en aquest context és la monotonia. D'altra banda, una funció pot ser també ordre inversora o antítona, si a ≤ b implica f(a) ≥ f(b).
Una immersió d'ordre és una funció f entre ordres que és ordre preservant i ordre reflectant. Per exemple la funció que mapeja un nombre natural n el seu successor és clarament monòtona respecte a l'ordre natural.

## Esquema de temes relacionats
- Àlgebra d'incidència
- Funció de Möbius

| Ben ordenat | \| Preordenat \| \\| Relació reflexiva \\| \\| Relació transitiva \\| \| \| Relació reflexiva \| \| \| Relació transitiva \| \| \| Relació reflexiva \| \| Relació transitiva \| \| Preordenat \| \\| Relació reflexiva \\| \\| Relació transitiva \\| \| \| Relació reflexiva \| \| \| Relació transitiva \| \| \| Relació reflexiva \| \| Relació transitiva \| \| Preordenat \| \\| Relació reflexiva \\| \\| Relació transitiva \\| \| \| Relació reflexiva \| \| \| Relació transitiva \| \| \| Relació reflexiva \| \| Relació transitiva \| \| Preordenat \| \\| Relació reflexiva \\| \\| Relació transitiva \\| \| \| Relació reflexiva \| \| \| Relació transitiva \| \| \| Relació reflexiva \| \| Relació transitiva \| \| Preordenat \| \\| Relació reflexiva \\| \\| Relació transitiva \\| \| \| Relació reflexiva \| \| \| Relació transitiva \| \| \| Relació reflexiva \| \| Relació transitiva \| \| Preordenat \| \\| Relació reflexiva \\| \\| Relació transitiva \\| \| \| Relació reflexiva \| \| \| Relació transitiva \| \| \| Relació reflexiva \| \| Relació transitiva \| \| Preordenat \| \\| Relació reflexiva \\| \\| Relació transitiva \\| \| \| Relació reflexiva \| \| \| Relació transitiva \| \| \| Relació reflexiva \| \| Relació transitiva \| \| Preordenat \| \\| Relació reflexiva \\| \\| Relació transitiva \\| \| \| Relació reflexiva \| \| \| Relació transitiva \| \| \| Relació reflexiva \| \| Relació transitiva \| \| Preordenat \| \\| Relació reflexiva \\| \\| Relació transitiva \\| \| \| Relació reflexiva \| \| \| Relació transitiva \| \| \| Relació reflexiva \| \| Relació transitiva \| \| Preordenat \| \\| Relació reflexiva \\| \\| Relació transitiva \\| \| \| Relació reflexiva \| \| \| Relació transitiva \| \| \| Relació reflexiva \| \| Relació transitiva \| \| Preordenat \| \\| Relació reflexiva \\| \\| Relació transitiva \\| \| \| Relació reflexiva \| \| \| Relació transitiva \| \| \| Relació reflexiva \| \| Relació transitiva \| \| Preordenat \| \\| Relació reflexiva \\| \\| Relació transitiva \\| \| \| Relació reflexiva \| \| \| Relació transitiva \| \| \| Relació reflexiva \| \| Relació transitiva \| \| Preordenat \| \\| Relació reflexiva \\| \\| Relació transitiva \\| \| \| Relació reflexiva \| \| \| Relació transitiva \| \| \| Relació reflexiva \| \| Relació transitiva \| \| Preordenat \| \\| Relació reflexiva \\| \\| Relació transitiva \\| \| \| Relació reflexiva \| \| \| Relació transitiva \| \| \| Relació reflexiva \| \| Relació transitiva \| \| Preordenat \| \\| Relació reflexiva \\| \\| Relació transitiva \\| \| \| Relació reflexiva \| \| \| Relació transitiva \| \| \| Relació reflexiva \| \| Relació transitiva \| \| Preordenat \| \\| Relació reflexiva \\| \\| Relació transitiva \\| \| \| Relació reflexiva \| \| \| Relació transitiva \| \| \| Relació reflexiva \| \| Relació transitiva \| |
| \| Preordenat \| \\| Relació reflexiva \\| \\| Relació transitiva \\| \| \| Relació reflexiva \| \| \| Relació transitiva \| \| \| Relació reflexiva \| \| Relació transitiva \| \| Preordenat \| \\| Relació reflexiva \\| \\| Relació transitiva \\| \| \| Relació reflexiva \| \| \| Relació transitiva \| \| \| Relació reflexiva \| \| Relació transitiva \| \| Preordenat \| \\| Relació reflexiva \\| \\| Relació transitiva \\| \| \| Relació reflexiva \| \| \| Relació transitiva \| \| \| Relació reflexiva \| \| Relació transitiva \| \| Preordenat \| \\| Relació reflexiva \\| \\| Relació transitiva \\| \| \| Relació reflexiva \| \| \| Relació transitiva \| \| \| Relació reflexiva \| \| Relació transitiva \| \| Preordenat \| \\| Relació reflexiva \\| \\| Relació transitiva \\| \| \| Relació reflexiva \| \| \| Relació transitiva \| \| \| Relació reflexiva \| \| Relació transitiva \| \| Preordenat \| \\| Relació reflexiva \\| \\| Relació transitiva \\| \| \| Relació reflexiva \| \| \| Relació transitiva \| \| \| Relació reflexiva \| \| Relació transitiva \| \| Preordenat \| \\| Relació reflexiva \\| \\| Relació transitiva \\| \| \| Relació reflexiva \| \| \| Relació transitiva \| \| \| Relació reflexiva \| \| Relació transitiva \| \| Preordenat \| \\| Relació reflexiva \\| \\| Relació transitiva \\| \| \| Relació reflexiva \| \| \| Relació transitiva \| \| \| Relació reflexiva \| \| Relació transitiva \| | |
| Relació ben fonamentada | |
| Ordre total | \| Preordenat \| \\| Relació reflexiva \\| \\| Relació transitiva \\| \| \| Relació reflexiva \| \| \| Relació transitiva \| \| \| Relació reflexiva \| \| Relació transitiva \| \| Preordenat \| \\| Relació reflexiva \\| \\| Relació transitiva \\| \| \| Relació reflexiva \| \| \| Relació transitiva \| \| \| Relació reflexiva \| \| Relació transitiva \| \| Preordenat \| \\| Relació reflexiva \\| \\| Relació transitiva \\| \| \| Relació reflexiva \| \| \| Relació transitiva \| \| \| Relació reflexiva \| \| Relació transitiva \| \| Preordenat \| \\| Relació reflexiva \\| \\| Relació transitiva \\| \| \| Relació reflexiva \| \| \| Relació transitiva \| \| \| Relació reflexiva \| \| Relació transitiva \| |
| \| Preordenat \| \\| Relació reflexiva \\| \\| Relació transitiva \\| \| \| Relació reflexiva \| \| \| Relació transitiva \| \| \| Relació reflexiva \| \| Relació transitiva \| \| Preordenat \| \\| Relació reflexiva \\| \\| Relació transitiva \\| \| \| Relació reflexiva \| \| \| Relació transitiva \| \| \| Relació reflexiva \| \| Relació transitiva \| | |
| Relació total | |
| Parcialment ordenat | \| Preordenat \| \\| Relació reflexiva \\| \\| Relació transitiva \\| \| \| Relació reflexiva \| \| \| Relació transitiva \| \| \| Relació reflexiva \| \| Relació transitiva \| |
| \| Preordenat \| \\| Relació reflexiva \\| \\| Relació transitiva \\| \| \| Relació reflexiva \| \| \| Relació transitiva \| \| | |
| Relació antisimètrica | |
| Preordenat | \| Relació reflexiva \| \| Relació transitiva \| |
| Relació reflexiva | |
| Relació transitiva | |

| Preordenat         | \| Relació reflexiva \| \| Relació transitiva \| |
| Relació reflexiva  |                                                  |
| Relació transitiva |                                                  |

| Relació reflexiva  |
| Relació transitiva |

| Preordenat         | \| Relació reflexiva \| \| Relació transitiva \| |
| Relació reflexiva  |                                                  |
| Relació transitiva |                                                  |

| Relació reflexiva  |
| Relació transitiva |

| Preordenat         | \| Relació reflexiva \| \| Relació transitiva \| |
| Relació reflexiva  |                                                  |
| Relació transitiva |                                                  |

| Relació reflexiva  |
| Relació transitiva |

| Preordenat         | \| Relació reflexiva \| \| Relació transitiva \| |
| Relació reflexiva  |                                                  |
| Relació transitiva |                                                  |

| Relació reflexiva  |
| Relació transitiva |

| Preordenat         | \| Relació reflexiva \| \| Relació transitiva \| |
| Relació reflexiva  |                                                  |
| Relació transitiva |                                                  |

| Relació reflexiva  |
| Relació transitiva |

| Preordenat         | \| Relació reflexiva \| \| Relació transitiva \| |
| Relació reflexiva  |                                                  |
| Relació transitiva |                                                  |

| Relació reflexiva  |
| Relació transitiva |

| Preordenat         | \| Relació reflexiva \| \| Relació transitiva \| |
| Relació reflexiva  |                                                  |
| Relació transitiva |                                                  |

| Relació reflexiva  |
| Relació transitiva |

| Preordenat         | \| Relació reflexiva \| \| Relació transitiva \| |
| Relació reflexiva  |                                                  |
| Relació transitiva |                                                  |

| Relació reflexiva  |
| Relació transitiva |

| Preordenat         | \| Relació reflexiva \| \| Relació transitiva \| |
| Relació reflexiva  |                                                  |
| Relació transitiva |                                                  |

| Relació reflexiva  |
| Relació transitiva |

| Preordenat         | \| Relació reflexiva \| \| Relació transitiva \| |
| Relació reflexiva  |                                                  |
| Relació transitiva |                                                  |

| Relació reflexiva  |
| Relació transitiva |

| Preordenat         | \| Relació reflexiva \| \| Relació transitiva \| |
| Relació reflexiva  |                                                  |
| Relació transitiva |                                                  |

| Relació reflexiva  |
| Relació transitiva |

| Preordenat         | \| Relació reflexiva \| \| Relació transitiva \| |
| Relació reflexiva  |                                                  |
| Relació transitiva |                                                  |

| Relació reflexiva  |
| Relació transitiva |

| Preordenat         | \| Relació reflexiva \| \| Relació transitiva \| |
| Relació reflexiva  |                                                  |
| Relació transitiva |                                                  |

| Relació reflexiva  |
| Relació transitiva |

| Preordenat         | \| Relació reflexiva \| \| Relació transitiva \| |
| Relació reflexiva  |                                                  |
| Relació transitiva |                                                  |

| Relació reflexiva  |
| Relació transitiva |

| Preordenat         | \| Relació reflexiva \| \| Relació transitiva \| |
| Relació reflexiva  |                                                  |
| Relació transitiva |                                                  |

| Relació reflexiva  |
| Relació transitiva |

| Preordenat         | \| Relació reflexiva \| \| Relació transitiva \| |
| Relació reflexiva  |                                                  |
| Relació transitiva |                                                  |

| Relació reflexiva  |
| Relació transitiva |

| Preordenat         | \| Relació reflexiva \| \| Relació transitiva \| |
| Relació reflexiva  |                                                  |
| Relació transitiva |                                                  |

| Relació reflexiva  |
| Relació transitiva |

| Preordenat         | \| Relació reflexiva \| \| Relació transitiva \| |
| Relació reflexiva  |                                                  |
| Relació transitiva |                                                  |

| Relació reflexiva  |
| Relació transitiva |

| Preordenat         | \| Relació reflexiva \| \| Relació transitiva \| |
| Relació reflexiva  |                                                  |
| Relació transitiva |                                                  |

| Relació reflexiva  |
| Relació transitiva |

| Preordenat         | \| Relació reflexiva \| \| Relació transitiva \| |
| Relació reflexiva  |                                                  |
| Relació transitiva |                                                  |

| Relació reflexiva  |
| Relació transitiva |

| Preordenat         | \| Relació reflexiva \| \| Relació transitiva \| |
| Relació reflexiva  |                                                  |
| Relació transitiva |                                                  |

| Relació reflexiva  |
| Relació transitiva |

| Preordenat         | \| Relació reflexiva \| \| Relació transitiva \| |
| Relació reflexiva  |                                                  |
| Relació transitiva |                                                  |

| Relació reflexiva  |
| Relació transitiva |

| Preordenat         | \| Relació reflexiva \| \| Relació transitiva \| |
| Relació reflexiva  |                                                  |
| Relació transitiva |                                                  |

| Relació reflexiva  |
| Relació transitiva |

| Preordenat         | \| Relació reflexiva \| \| Relació transitiva \| |
| Relació reflexiva  |                                                  |
| Relació transitiva |                                                  |

| Relació reflexiva  |
| Relació transitiva |

| Preordenat         | \| Relació reflexiva \| \| Relació transitiva \| |
| Relació reflexiva  |                                                  |
| Relació transitiva |                                                  |

| Relació reflexiva  |
| Relació transitiva |

| Preordenat         | \| Relació reflexiva \| \| Relació transitiva \| |
| Relació reflexiva  |                                                  |
| Relació transitiva |                                                  |

| Relació reflexiva  |
| Relació transitiva |

| Preordenat         | \| Relació reflexiva \| \| Relació transitiva \| |
| Relació reflexiva  |                                                  |
| Relació transitiva |                                                  |

| Relació reflexiva  |
| Relació transitiva |

| Preordenat         | \| Relació reflexiva \| \| Relació transitiva \| |
| Relació reflexiva  |                                                  |
| Relació transitiva |                                                  |

| Relació reflexiva  |
| Relació transitiva |

| Preordenat         | \| Relació reflexiva \| \| Relació transitiva \| |
| Relació reflexiva  |                                                  |
| Relació transitiva |                                                  |

| Relació reflexiva  |
| Relació transitiva |

| Preordenat         | \| Relació reflexiva \| \| Relació transitiva \| |
| Relació reflexiva  |                                                  |
| Relació transitiva |                                                  |

| Relació reflexiva  |
| Relació transitiva |

| Preordenat         | \| Relació reflexiva \| \| Relació transitiva \| |
| Relació reflexiva  |                                                  |
| Relació transitiva |                                                  |

| Relació reflexiva  |
| Relació transitiva |

| Preordenat         | \| Relació reflexiva \| \| Relació transitiva \| |
| Relació reflexiva  |                                                  |
| Relació transitiva |                                                  |

| Relació reflexiva  |
| Relació transitiva |

| Preordenat         | \| Relació reflexiva \| \| Relació transitiva \| |
| Relació reflexiva  |                                                  |
| Relació transitiva |                                                  |

| Relació reflexiva  |
| Relació transitiva |

| Preordenat         | \| Relació reflexiva \| \| Relació transitiva \| |
| Relació reflexiva  |                                                  |
| Relació transitiva |                                                  |

| Relació reflexiva  |
| Relació transitiva |

| Preordenat         | \| Relació reflexiva \| \| Relació transitiva \| |
| Relació reflexiva  |                                                  |
| Relació transitiva |                                                  |

| Relació reflexiva  |
| Relació transitiva |

| Preordenat         | \| Relació reflexiva \| \| Relació transitiva \| |
| Relació reflexiva  |                                                  |
| Relació transitiva |                                                  |

| Relació reflexiva  |
| Relació transitiva |

| Preordenat         | \| Relació reflexiva \| \| Relació transitiva \| |
| Relació reflexiva  |                                                  |
| Relació transitiva |                                                  |

| Relació reflexiva  |
| Relació transitiva |

| Preordenat         | \| Relació reflexiva \| \| Relació transitiva \| |
| Relació reflexiva  |                                                  |
| Relació transitiva |                                                  |

| Relació reflexiva  |
| Relació transitiva |

| Preordenat         | \| Relació reflexiva \| \| Relació transitiva \| |
| Relació reflexiva  |                                                  |
| Relació transitiva |                                                  |

| Relació reflexiva  |
| Relació transitiva |

| Preordenat         | \| Relació reflexiva \| \| Relació transitiva \| |
| Relació reflexiva  |                                                  |
| Relació transitiva |                                                  |

| Relació reflexiva  |
| Relació transitiva |

| Preordenat         | \| Relació reflexiva \| \| Relació transitiva \| |
| Relació reflexiva  |                                                  |
| Relació transitiva |                                                  |

| Relació reflexiva  |
| Relació transitiva |

| Preordenat         | \| Relació reflexiva \| \| Relació transitiva \| |
| Relació reflexiva  |                                                  |
| Relació transitiva |                                                  |

| Relació reflexiva  |
| Relació transitiva |

| Preordenat         | \| Relació reflexiva \| \| Relació transitiva \| |
| Relació reflexiva  |                                                  |
| Relació transitiva |                                                  |

| Relació reflexiva  |
| Relació transitiva |

| Preordenat         | \| Relació reflexiva \| \| Relació transitiva \| |
| Relació reflexiva  |                                                  |
| Relació transitiva |                                                  |

| Relació reflexiva  |
| Relació transitiva |

| Preordenat         | \| Relació reflexiva \| \| Relació transitiva \| |
| Relació reflexiva  |                                                  |
| Relació transitiva |                                                  |

| Relació reflexiva  |
| Relació transitiva |

| Preordenat         | \| Relació reflexiva \| \| Relació transitiva \| |
| Relació reflexiva  |                                                  |
| Relació transitiva |                                                  |

| Relació reflexiva  |
| Relació transitiva |

| Preordenat         | \| Relació reflexiva \| \| Relació transitiva \| |
| Relació reflexiva  |                                                  |
| Relació transitiva |                                                  |

| Relació reflexiva  |
| Relació transitiva |

| Preordenat         | \| Relació reflexiva \| \| Relació transitiva \| |
| Relació reflexiva  |                                                  |
| Relació transitiva |                                                  |

| Relació reflexiva  |
| Relació transitiva |

| Preordenat         | \| Relació reflexiva \| \| Relació transitiva \| |
| Relació reflexiva  |                                                  |
| Relació transitiva |                                                  |

| Relació reflexiva  |
| Relació transitiva |

| Preordenat         | \| Relació reflexiva \| \| Relació transitiva \| |
| Relació reflexiva  |                                                  |
| Relació transitiva |                                                  |

| Relació reflexiva  |
| Relació transitiva |

| Preordenat         | \| Relació reflexiva \| \| Relació transitiva \| |
| Relació reflexiva  |                                                  |
| Relació transitiva |                                                  |

| Relació reflexiva  |
| Relació transitiva |

| Preordenat         | \| Relació reflexiva \| \| Relació transitiva \| |
| Relació reflexiva  |                                                  |
| Relació transitiva |                                                  |

| Relació reflexiva  |
| Relació transitiva |

| Preordenat         | \| Relació reflexiva \| \| Relació transitiva \| |
| Relació reflexiva  |                                                  |
| Relació transitiva |                                                  |

| Relació reflexiva  |
| Relació transitiva |

| Preordenat         | \| Relació reflexiva \| \| Relació transitiva \| |
| Relació reflexiva  |                                                  |
| Relació transitiva |                                                  |

| Relació reflexiva  |
| Relació transitiva |

| Preordenat         | \| Relació reflexiva \| \| Relació transitiva \| |
| Relació reflexiva  |                                                  |
| Relació transitiva |                                                  |

| Relació reflexiva  |
| Relació transitiva |

| Preordenat         | \| Relació reflexiva \| \| Relació transitiva \| |
| Relació reflexiva  |                                                  |
| Relació transitiva |                                                  |

| Relació reflexiva  |
| Relació transitiva |

| Preordenat         | \| Relació reflexiva \| \| Relació transitiva \| |
| Relació reflexiva  |                                                  |
| Relació transitiva |                                                  |

| Relació reflexiva  |
| Relació transitiva |

| Preordenat         | \| Relació reflexiva \| \| Relació transitiva \| |
| Relació reflexiva  |                                                  |
| Relació transitiva |                                                  |

| Relació reflexiva  |
| Relació transitiva |

| Preordenat         | \| Relació reflexiva \| \| Relació transitiva \| |
| Relació reflexiva  |                                                  |
| Relació transitiva |                                                  |

| Relació reflexiva  |
| Relació transitiva |

| Preordenat         | \| Relació reflexiva \| \| Relació transitiva \| |
| Relació reflexiva  |                                                  |
| Relació transitiva |                                                  |

| Relació reflexiva  |
| Relació transitiva |

| Preordenat         | \| Relació reflexiva \| \| Relació transitiva \| |
| Relació reflexiva  |                                                  |
| Relació transitiva |                                                  |

| Relació reflexiva  |
| Relació transitiva |

| Preordenat         | \| Relació reflexiva \| \| Relació transitiva \| |
| Relació reflexiva  |                                                  |
| Relació transitiva |                                                  |

| Relació reflexiva  |
| Relació transitiva |

| Preordenat         | \| Relació reflexiva \| \| Relació transitiva \| |
| Relació reflexiva  |                                                  |
| Relació transitiva |                                                  |

| Relació reflexiva  |
| Relació transitiva |

| Preordenat         | \| Relació reflexiva \| \| Relació transitiva \| |
| Relació reflexiva  |                                                  |
| Relació transitiva |                                                  |

| Relació reflexiva  |
| Relació transitiva |

| Ben ordenat | \| Preordenat \| \\| Relació reflexiva \\| \\| Relació transitiva \\| \| \| Relació reflexiva \| \| \| Relació transitiva \| \| \| Relació reflexiva \| \| Relació transitiva \| \| Preordenat \| \\| Relació reflexiva \\| \\| Relació transitiva \\| \| \| Relació reflexiva \| \| \| Relació transitiva \| \| \| Relació reflexiva \| \| Relació transitiva \| \| Preordenat \| \\| Relació reflexiva \\| \\| Relació transitiva \\| \| \| Relació reflexiva \| \| \| Relació transitiva \| \| \| Relació reflexiva \| \| Relació transitiva \| \| Preordenat \| \\| Relació reflexiva \\| \\| Relació transitiva \\| \| \| Relació reflexiva \| \| \| Relació transitiva \| \| \| Relació reflexiva \| \| Relació transitiva \| \| Preordenat \| \\| Relació reflexiva \\| \\| Relació transitiva \\| \| \| Relació reflexiva \| \| \| Relació transitiva \| \| \| Relació reflexiva \| \| Relació transitiva \| \| Preordenat \| \\| Relació reflexiva \\| \\| Relació transitiva \\| \| \| Relació reflexiva \| \| \| Relació transitiva \| \| \| Relació reflexiva \| \| Relació transitiva \| \| Preordenat \| \\| Relació reflexiva \\| \\| Relació transitiva \\| \| \| Relació reflexiva \| \| \| Relació transitiva \| \| \| Relació reflexiva \| \| Relació transitiva \| \| Preordenat \| \\| Relació reflexiva \\| \\| Relació transitiva \\| \| \| Relació reflexiva \| \| \| Relació transitiva \| \| \| Relació reflexiva \| \| Relació transitiva \| \| Preordenat \| \\| Relació reflexiva \\| \\| Relació transitiva \\| \| \| Relació reflexiva \| \| \| Relació transitiva \| \| \| Relació reflexiva \| \| Relació transitiva \| \| Preordenat \| \\| Relació reflexiva \\| \\| Relació transitiva \\| \| \| Relació reflexiva \| \| \| Relació transitiva \| \| \| Relació reflexiva \| \| Relació transitiva \| \| Preordenat \| \\| Relació reflexiva \\| \\| Relació transitiva \\| \| \| Relació reflexiva \| \| \| Relació transitiva \| \| \| Relació reflexiva \| \| Relació transitiva \| \| Preordenat \| \\| Relació reflexiva \\| \\| Relació transitiva \\| \| \| Relació reflexiva \| \| \| Relació transitiva \| \| \| Relació reflexiva \| \| Relació transitiva \| \| Preordenat \| \\| Relació reflexiva \\| \\| Relació transitiva \\| \| \| Relació reflexiva \| \| \| Relació transitiva \| \| \| Relació reflexiva \| \| Relació transitiva \| \| Preordenat \| \\| Relació reflexiva \\| \\| Relació transitiva \\| \| \| Relació reflexiva \| \| \| Relació transitiva \| \| \| Relació reflexiva \| \| Relació transitiva \| \| Preordenat \| \\| Relació reflexiva \\| \\| Relació transitiva \\| \| \| Relació reflexiva \| \| \| Relació transitiva \| \| \| Relació reflexiva \| \| Relació transitiva \| \| Preordenat \| \\| Relació reflexiva \\| \\| Relació transitiva \\| \| \| Relació reflexiva \| \| \| Relació transitiva \| \| \| Relació reflexiva \| \| Relació transitiva \| |
| \| Preordenat \| \\| Relació reflexiva \\| \\| Relació transitiva \\| \| \| Relació reflexiva \| \| \| Relació transitiva \| \| \| Relació reflexiva \| \| Relació transitiva \| \| Preordenat \| \\| Relació reflexiva \\| \\| Relació transitiva \\| \| \| Relació reflexiva \| \| \| Relació transitiva \| \| \| Relació reflexiva \| \| Relació transitiva \| \| Preordenat \| \\| Relació reflexiva \\| \\| Relació transitiva \\| \| \| Relació reflexiva \| \| \| Relació transitiva \| \| \| Relació reflexiva \| \| Relació transitiva \| \| Preordenat \| \\| Relació reflexiva \\| \\| Relació transitiva \\| \| \| Relació reflexiva \| \| \| Relació transitiva \| \| \| Relació reflexiva \| \| Relació transitiva \| \| Preordenat \| \\| Relació reflexiva \\| \\| Relació transitiva \\| \| \| Relació reflexiva \| \| \| Relació transitiva \| \| \| Relació reflexiva \| \| Relació transitiva \| \| Preordenat \| \\| Relació reflexiva \\| \\| Relació transitiva \\| \| \| Relació reflexiva \| \| \| Relació transitiva \| \| \| Relació reflexiva \| \| Relació transitiva \| \| Preordenat \| \\| Relació reflexiva \\| \\| Relació transitiva \\| \| \| Relació reflexiva \| \| \| Relació transitiva \| \| \| Relació reflexiva \| \| Relació transitiva \| \| Preordenat \| \\| Relació reflexiva \\| \\| Relació transitiva \\| \| \| Relació reflexiva \| \| \| Relació transitiva \| \| \| Relació reflexiva \| \| Relació transitiva \| | |
| Relació ben fonamentada | |
| Ordre total | \| Preordenat \| \\| Relació reflexiva \\| \\| Relació transitiva \\| \| \| Relació reflexiva \| \| \| Relació transitiva \| \| \| Relació reflexiva \| \| Relació transitiva \| \| Preordenat \| \\| Relació reflexiva \\| \\| Relació transitiva \\| \| \| Relació reflexiva \| \| \| Relació transitiva \| \| \| Relació reflexiva \| \| Relació transitiva \| \| Preordenat \| \\| Relació reflexiva \\| \\| Relació transitiva \\| \| \| Relació reflexiva \| \| \| Relació transitiva \| \| \| Relació reflexiva \| \| Relació transitiva \| \| Preordenat \| \\| Relació reflexiva \\| \\| Relació transitiva \\| \| \| Relació reflexiva \| \| \| Relació transitiva \| \| \| Relació reflexiva \| \| Relació transitiva \| |
| \| Preordenat \| \\| Relació reflexiva \\| \\| Relació transitiva \\| \| \| Relació reflexiva \| \| \| Relació transitiva \| \| \| Relació reflexiva \| \| Relació transitiva \| \| Preordenat \| \\| Relació reflexiva \\| \\| Relació transitiva \\| \| \| Relació reflexiva \| \| \| Relació transitiva \| \| \| Relació reflexiva \| \| Relació transitiva \| | |
| Relació total | |
| Parcialment ordenat | \| Preordenat \| \\| Relació reflexiva \\| \\| Relació transitiva \\| \| \| Relació reflexiva \| \| \| Relació transitiva \| \| \| Relació reflexiva \| \| Relació transitiva \| |
| \| Preordenat \| \\| Relació reflexiva \\| \\| Relació transitiva \\| \| \| Relació reflexiva \| \| \| Relació transitiva \| \| | |
| Relació antisimètrica | |
| Preordenat | \| Relació reflexiva \| \| Relació transitiva \| |
| Relació reflexiva | |
| Relació transitiva | |

| Preordenat         | \| Relació reflexiva \| \| Relació transitiva \| |
| Relació reflexiva  |                                                  |
| Relació transitiva |                                                  |

| Relació reflexiva  |
| Relació transitiva |

| Preordenat         | \| Relació reflexiva \| \| Relació transitiva \| |
| Relació reflexiva  |                                                  |
| Relació transitiva |                                                  |

| Relació reflexiva  |
| Relació transitiva |

| Preordenat         | \| Relació reflexiva \| \| Relació transitiva \| |
| Relació reflexiva  |                                                  |
| Relació transitiva |                                                  |

| Relació reflexiva  |
| Relació transitiva |

| Preordenat         | \| Relació reflexiva \| \| Relació transitiva \| |
| Relació reflexiva  |                                                  |
| Relació transitiva |                                                  |

| Relació reflexiva  |
| Relació transitiva |

| Preordenat         | \| Relació reflexiva \| \| Relació transitiva \| |
| Relació reflexiva  |                                                  |
| Relació transitiva |                                                  |

| Relació reflexiva  |
| Relació transitiva |

| Preordenat         | \| Relació reflexiva \| \| Relació transitiva \| |
| Relació reflexiva  |                                                  |
| Relació transitiva |                                                  |

| Relació reflexiva  |
| Relació transitiva |

| Preordenat         | \| Relació reflexiva \| \| Relació transitiva \| |
| Relació reflexiva  |                                                  |
| Relació transitiva |                                                  |

| Relació reflexiva  |
| Relació transitiva |

| Preordenat         | \| Relació reflexiva \| \| Relació transitiva \| |
| Relació reflexiva  |                                                  |
| Relació transitiva |                                                  |

| Relació reflexiva  |
| Relació transitiva |

| Preordenat         | \| Relació reflexiva \| \| Relació transitiva \| |
| Relació reflexiva  |                                                  |
| Relació transitiva |                                                  |

| Relació reflexiva  |
| Relació transitiva |

| Preordenat         | \| Relació reflexiva \| \| Relació transitiva \| |
| Relació reflexiva  |                                                  |
| Relació transitiva |                                                  |

| Relació reflexiva  |
| Relació transitiva |

| Preordenat         | \| Relació reflexiva \| \| Relació transitiva \| |
| Relació reflexiva  |                                                  |
| Relació transitiva |                                                  |

| Relació reflexiva  |
| Relació transitiva |

| Preordenat         | \| Relació reflexiva \| \| Relació transitiva \| |
| Relació reflexiva  |                                                  |
| Relació transitiva |                                                  |

| Relació reflexiva  |
| Relació transitiva |

| Preordenat         | \| Relació reflexiva \| \| Relació transitiva \| |
| Relació reflexiva  |                                                  |
| Relació transitiva |                                                  |

| Relació reflexiva  |
| Relació transitiva |

| Preordenat         | \| Relació reflexiva \| \| Relació transitiva \| |
| Relació reflexiva  |                                                  |
| Relació transitiva |                                                  |

| Relació reflexiva  |
| Relació transitiva |

| Preordenat         | \| Relació reflexiva \| \| Relació transitiva \| |
| Relació reflexiva  |                                                  |
| Relació transitiva |                                                  |

| Relació reflexiva  |
| Relació transitiva |

| Preordenat         | \| Relació reflexiva \| \| Relació transitiva \| |
| Relació reflexiva  |                                                  |
| Relació transitiva |                                                  |

| Relació reflexiva  |
| Relació transitiva |

| Preordenat         | \| Relació reflexiva \| \| Relació transitiva \| |
| Relació reflexiva  |                                                  |
| Relació transitiva |                                                  |

| Relació reflexiva  |
| Relació transitiva |

| Preordenat         | \| Relació reflexiva \| \| Relació transitiva \| |
| Relació reflexiva  |                                                  |
| Relació transitiva |                                                  |

| Relació reflexiva  |
| Relació transitiva |

| Preordenat         | \| Relació reflexiva \| \| Relació transitiva \| |
| Relació reflexiva  |                                                  |
| Relació transitiva |                                                  |

| Relació reflexiva  |
| Relació transitiva |

| Preordenat         | \| Relació reflexiva \| \| Relació transitiva \| |
| Relació reflexiva  |                                                  |
| Relació transitiva |                                                  |

| Relació reflexiva  |
| Relació transitiva |

| Preordenat         | \| Relació reflexiva \| \| Relació transitiva \| |
| Relació reflexiva  |                                                  |
| Relació transitiva |                                                  |

| Relació reflexiva  |
| Relació transitiva |

| Preordenat         | \| Relació reflexiva \| \| Relació transitiva \| |
| Relació reflexiva  |                                                  |
| Relació transitiva |                                                  |

| Relació reflexiva  |
| Relació transitiva |

| Preordenat         | \| Relació reflexiva \| \| Relació transitiva \| |
| Relació reflexiva  |                                                  |
| Relació transitiva |                                                  |

| Relació reflexiva  |
| Relació transitiva |

| Preordenat         | \| Relació reflexiva \| \| Relació transitiva \| |
| Relació reflexiva  |                                                  |
| Relació transitiva |                                                  |

| Relació reflexiva  |
| Relació transitiva |

| Preordenat         | \| Relació reflexiva \| \| Relació transitiva \| |
| Relació reflexiva  |                                                  |
| Relació transitiva |                                                  |

| Relació reflexiva  |
| Relació transitiva |

| Preordenat         | \| Relació reflexiva \| \| Relació transitiva \| |
| Relació reflexiva  |                                                  |
| Relació transitiva |                                                  |

| Relació reflexiva  |
| Relació transitiva |

| Preordenat         | \| Relació reflexiva \| \| Relació transitiva \| |
| Relació reflexiva  |                                                  |
| Relació transitiva |                                                  |

| Relació reflexiva  |
| Relació transitiva |

| Preordenat         | \| Relació reflexiva \| \| Relació transitiva \| |
| Relació reflexiva  |                                                  |
| Relació transitiva |                                                  |

| Relació reflexiva  |
| Relació transitiva |

| Preordenat         | \| Relació reflexiva \| \| Relació transitiva \| |
| Relació reflexiva  |                                                  |
| Relació transitiva |                                                  |

| Relació reflexiva  |
| Relació transitiva |

| Preordenat         | \| Relació reflexiva \| \| Relació transitiva \| |
| Relació reflexiva  |                                                  |
| Relació transitiva |                                                  |

| Relació reflexiva  |
| Relació transitiva |

| Preordenat         | \| Relació reflexiva \| \| Relació transitiva \| |
| Relació reflexiva  |                                                  |
| Relació transitiva |                                                  |

| Relació reflexiva  |
| Relació transitiva |

| Preordenat         | \| Relació reflexiva \| \| Relació transitiva \| |
| Relació reflexiva  |                                                  |
| Relació transitiva |                                                  |

| Relació reflexiva  |
| Relació transitiva |

| Preordenat         | \| Relació reflexiva \| \| Relació transitiva \| |
| Relació reflexiva  |                                                  |
| Relació transitiva |                                                  |

| Relació reflexiva  |
| Relació transitiva |

| Preordenat         | \| Relació reflexiva \| \| Relació transitiva \| |
| Relació reflexiva  |                                                  |
| Relació transitiva |                                                  |

| Relació reflexiva  |
| Relació transitiva |

| Preordenat         | \| Relació reflexiva \| \| Relació transitiva \| |
| Relació reflexiva  |                                                  |
| Relació transitiva |                                                  |

| Relació reflexiva  |
| Relació transitiva |

| Preordenat         | \| Relació reflexiva \| \| Relació transitiva \| |
| Relació reflexiva  |                                                  |
| Relació transitiva |                                                  |

| Relació reflexiva  |
| Relació transitiva |

| Preordenat         | \| Relació reflexiva \| \| Relació transitiva \| |
| Relació reflexiva  |                                                  |
| Relació transitiva |                                                  |

| Relació reflexiva  |
| Relació transitiva |

| Preordenat         | \| Relació reflexiva \| \| Relació transitiva \| |
| Relació reflexiva  |                                                  |
| Relació transitiva |                                                  |

| Relació reflexiva  |
| Relació transitiva |

| Preordenat         | \| Relació reflexiva \| \| Relació transitiva \| |
| Relació reflexiva  |                                                  |
| Relació transitiva |                                                  |

| Relació reflexiva  |
| Relació transitiva |

| Preordenat         | \| Relació reflexiva \| \| Relació transitiva \| |
| Relació reflexiva  |                                                  |
| Relació transitiva |                                                  |

| Relació reflexiva  |
| Relació transitiva |

| Preordenat         | \| Relació reflexiva \| \| Relació transitiva \| |
| Relació reflexiva  |                                                  |
| Relació transitiva |                                                  |

| Relació reflexiva  |
| Relació transitiva |

| Preordenat         | \| Relació reflexiva \| \| Relació transitiva \| |
| Relació reflexiva  |                                                  |
| Relació transitiva |                                                  |

| Relació reflexiva  |
| Relació transitiva |

| Preordenat         | \| Relació reflexiva \| \| Relació transitiva \| |
| Relació reflexiva  |                                                  |
| Relació transitiva |                                                  |

| Relació reflexiva  |
| Relació transitiva |

| Preordenat         | \| Relació reflexiva \| \| Relació transitiva \| |
| Relació reflexiva  |                                                  |
| Relació transitiva |                                                  |

| Relació reflexiva  |
| Relació transitiva |

| Preordenat         | \| Relació reflexiva \| \| Relació transitiva \| |
| Relació reflexiva  |                                                  |
| Relació transitiva |                                                  |

| Relació reflexiva  |
| Relació transitiva |

| Preordenat         | \| Relació reflexiva \| \| Relació transitiva \| |
| Relació reflexiva  |                                                  |
| Relació transitiva |                                                  |

| Relació reflexiva  |
| Relació transitiva |

| Preordenat         | \| Relació reflexiva \| \| Relació transitiva \| |
| Relació reflexiva  |                                                  |
| Relació transitiva |                                                  |

| Relació reflexiva  |
| Relació transitiva |

| Preordenat         | \| Relació reflexiva \| \| Relació transitiva \| |
| Relació reflexiva  |                                                  |
| Relació transitiva |                                                  |

| Relació reflexiva  |
| Relació transitiva |

| Preordenat         | \| Relació reflexiva \| \| Relació transitiva \| |
| Relació reflexiva  |                                                  |
| Relació transitiva |                                                  |

| Relació reflexiva  |
| Relació transitiva |

| Preordenat         | \| Relació reflexiva \| \| Relació transitiva \| |
| Relació reflexiva  |                                                  |
| Relació transitiva |                                                  |

| Relació reflexiva  |
| Relació transitiva |

| Preordenat         | \| Relació reflexiva \| \| Relació transitiva \| |
| Relació reflexiva  |                                                  |
| Relació transitiva |                                                  |

| Relació reflexiva  |
| Relació transitiva |

| Preordenat         | \| Relació reflexiva \| \| Relació transitiva \| |
| Relació reflexiva  |                                                  |
| Relació transitiva |                                                  |

| Relació reflexiva  |
| Relació transitiva |

| Preordenat         | \| Relació reflexiva \| \| Relació transitiva \| |
| Relació reflexiva  |                                                  |
| Relació transitiva |                                                  |

| Relació reflexiva  |
| Relació transitiva |

| Preordenat         | \| Relació reflexiva \| \| Relació transitiva \| |
| Relació reflexiva  |                                                  |
| Relació transitiva |                                                  |

| Relació reflexiva  |
| Relació transitiva |

| Preordenat         | \| Relació reflexiva \| \| Relació transitiva \| |
| Relació reflexiva  |                                                  |
| Relació transitiva |                                                  |

| Relació reflexiva  |
| Relació transitiva |

| Preordenat         | \| Relació reflexiva \| \| Relació transitiva \| |
| Relació reflexiva  |                                                  |
| Relació transitiva |                                                  |

| Relació reflexiva  |
| Relació transitiva |

| Preordenat         | \| Relació reflexiva \| \| Relació transitiva \| |
| Relació reflexiva  |                                                  |
| Relació transitiva |                                                  |

| Relació reflexiva  |
| Relació transitiva |

| Preordenat         | \| Relació reflexiva \| \| Relació transitiva \| |
| Relació reflexiva  |                                                  |
| Relació transitiva |                                                  |

| Relació reflexiva  |
| Relació transitiva |

| Preordenat         | \| Relació reflexiva \| \| Relació transitiva \| |
| Relació reflexiva  |                                                  |
| Relació transitiva |                                                  |

| Relació reflexiva  |
| Relació transitiva |

| Preordenat         | \| Relació reflexiva \| \| Relació transitiva \| |
| Relació reflexiva  |                                                  |
| Relació transitiva |                                                  |

| Relació reflexiva  |
| Relació transitiva |

| Preordenat         | \| Relació reflexiva \| \| Relació transitiva \| |
| Relació reflexiva  |                                                  |
| Relació transitiva |                                                  |

| Relació reflexiva  |
| Relació transitiva |

| Preordenat         | \| Relació reflexiva \| \| Relació transitiva \| |
| Relació reflexiva  |                                                  |
| Relació transitiva |                                                  |

| Relació reflexiva  |
| Relació transitiva |

| Preordenat         | \| Relació reflexiva \| \| Relació transitiva \| |
| Relació reflexiva  |                                                  |
| Relació transitiva |                                                  |

| Relació reflexiva  |
| Relació transitiva |

| Preordenat         | \| Relació reflexiva \| \| Relació transitiva \| |
| Relació reflexiva  |                                                  |
| Relació transitiva |                                                  |

| Relació reflexiva  |
| Relació transitiva |